# Hans Pappenberger
Hans Pappenberger (* 12. Juni 1906 in Nürnberg; † 28. Juni 1977) war ein deutscher Kommunalpolitiker.

## Werdegang
Pappenberger war Mitglied der katholischen Studentenverbindungen KDStV Ostmark Nürnberg, KDStV Bavaria Berlin, KDStV Aureata München, KDStV Rheno-Bavaria Köln und KDStV Alcimona Eichstätt. Von 1957 bis 1977 war er Mitglied und Leiter des CV-Ortszirkel Eichstätt im Cartellverband der katholischen deutschen Studentenverbindungen. Pappenberger war vom 1. Juni 1948 bis 30. April 1970 Landrat des Landkreises Eichstätt. Mehrfach übernahm er Schirmherrschaften von Veranstaltungen.

## Ehrungen
- 1968: Verdienstkreuz 1. Klasse der Bundesrepublik Deutschland
- Bayerischer Verdienstorden
- Widmung des Hans-Pappenberger-Wegs in Kipfenberg